# Вистріл (морський термін)

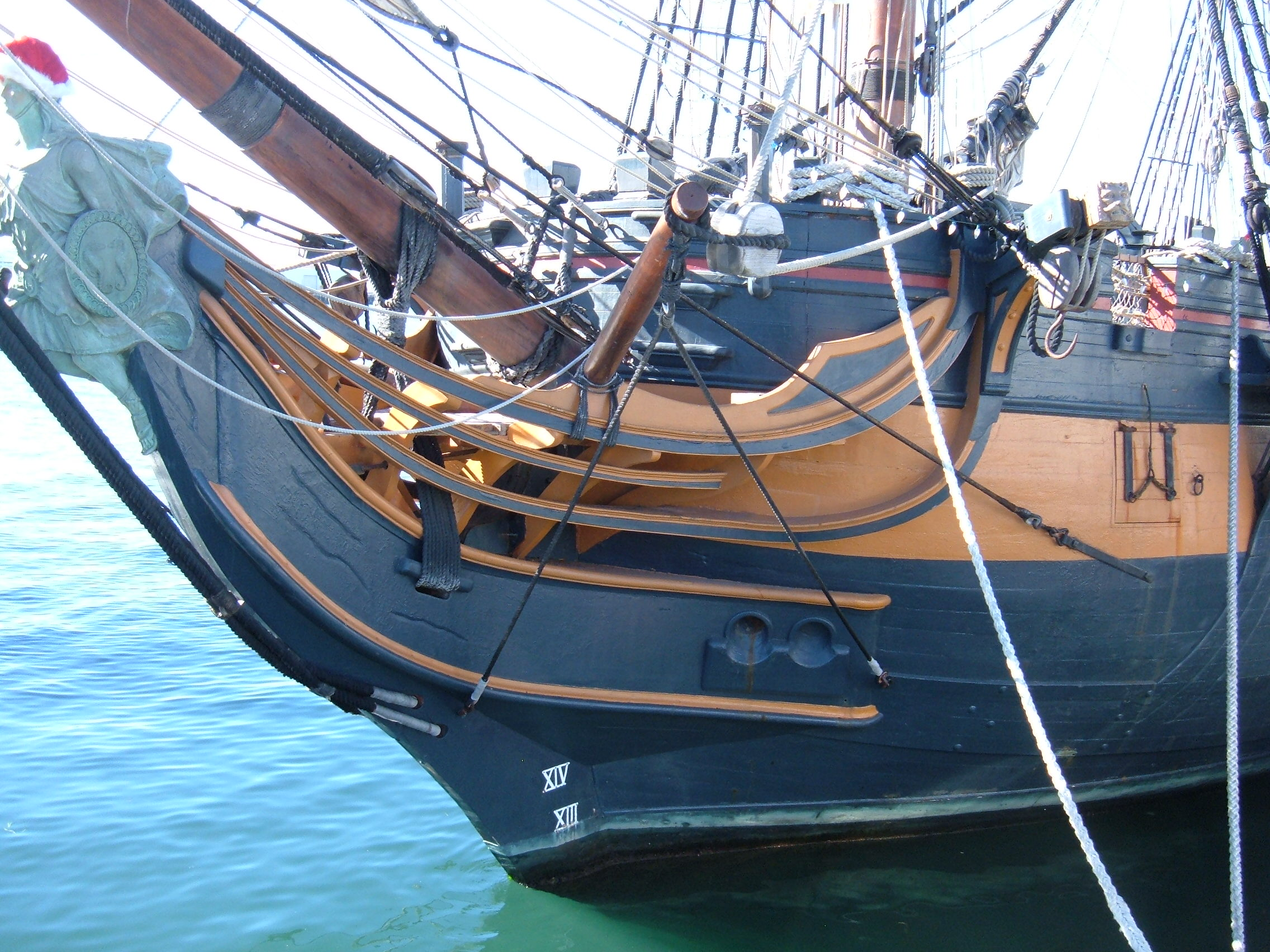
Вистріл реконструкції корабля HMS Surprise, закріплений на княвдигеді

Ви́стріл — коротке горизонтальне рангоутне дерево, укріплене ззовні борту корабля, на носі чи на кормі та нахилене догори та допереду.
У горизонтальному положенні вистріл утримується вистріл-топенантом — тросом, що проходить від його нока до щогли. У перпендикулярному борту судна положенні вистріл утримується вистріл-брасом — тросом, що йде від його нока до носу судна, і бурундуком — тросом, що йде від його нока до корми. Вздовж вистріла, на висоті одного метра від нього, між вистріл-топенантом і бортом судна протягають вистріл-леєр — трос, що слугує для полегшення пересуванню людей по вистрілі.
На яхтах служить для рознесення шкотів (на деяких яхтах, де використовуються довгі гіки, вистріли кріпляться на кормі і служать для закріплення задніх штагів). Військові кораблі використовують вистріл для кріплення катерів, шлюпок під час стоянок на рейді.
Вистріли в носовій частині для проведення через їхні ноки фока-галсів також називають боканцями. Історично боканцями називалися конструктивно аналогічні вистрілам шлюпбалки.
Вистріл бушприта — застаріла назва мартин-гіка.
Вистріли необхідно відрізняти від кат-балок — приладів для віддання і піднімання якорів, що на старовинних суднах мали вигляд важких брусів, прикріплених на носі та нахилених допереду під кутом близько 45°.